# Esposizione internazionale del Sempione
Esposizione Internazionale del Sempione, uofficielt kendt som Verdensudstillingen i Milano var en Verdensudstilling afholdt i Milano, Italien, for at fejre åbningen af Simplontunnelen i 1906. Udstillingen blev åbnet 28. april 1906  af Kong Victor Emanuel 3. af Italien og Dronning Elena  og lukkede 11. november samme år. 
Udstillingen indeholdt 200 bygninger fordelt på et område på 100 ha. 25 lande deltog og 10 millioner gæster besøgte udstillingen. 
3. august udbrød der brand i Den dekorative kunsts palads. Branden ødelagde Ungarns og Italiens kunst- og arkitekturudstilling, og forvoldte skader for op mod 2.000.000 dollars. Blandt de ødelagte genstande var den originale model af Duomo di Milano og håndskrevne dokumenter fra Alessandro Volta og Napoleon 1. af Frankrig.